# Снежный лев (альбом)
«Снежный лев» — двенадцатый «естественный» альбом группы «Аквариум», 1996 года.

## История создания
Борис Гребенщиков об альбоме:
Приступ писания песен, давший «Навигатора», им совсем не исчерпался (все та же деревня принесла мне в подоле «Истребителя», а прогулки по неземной жаре и тишине Долины Царей отлились в «Древнерусскую Тоску»). Поначалу казалось, что нужно сделать хулиганское lo-fi продолжение «Навигатора»… Но демо показали, что дело обстоит гораздо серьезнее и пора снова снимать Livingston Studio.
(Гребенщиков, Б. Б. Краткий отчёт о 16-ти годах звукозаписи.1997.)
Работа над альбомом велась с тем же коллективом, что и на предыдущем «Навигаторе», — Kate St. John и Jerry Boys. Со второй попытки записи в Лондоне музыканты оказались полностью психологически готовы. Работа шла на равных с известными приглашёнными музыкантами: за барабаны вновь сел Дэйв Мэттакс; в песне «Древнерусская тоска» присутствует скрипка Боба Лавдэя («Penguin cafe orchestra)»). Скрипичные аранжировки теперь писались вместе с Андреем Суротдиновым, Кейт и Олегом Сакмаровым. В записи также приняли участие и музыканты с более экзотическими инструментами: ситарами, тампурами, кельтской арфой, ирландской волынкой.

Альбом был готов за двадцать четыре дня, записав все треки, Борис взял большую паузу для того, чтобы многократно отслушать запись и разобраться, как должен звучать окончательный вариант альбома.
Я совершенно не мог понять, как эту пластинку собирать, как её микшировать. У меня был непреодолимый трёхмесячный ступор. И когда я в очередной раз поехал в Индию, в ашрам Сатьи Саи Бабы, я ехал просить чуда: чтобы мне стало наконец понятно, что с этим альбомом делать. В первую же ночь по приезде в ашрам я ложусь спать, засыпаю — и мне снится безумно длинный сон. Шесть часов, всю ночь, я разговариваю с Кейтом Ричардсом. О гитарах, о настройке гитар, о микшировании, о динамике альбома — и шесть часов подряд мы ведём эту беседу. И когда я проснулся, я не помнил, какой передо мной стоял вопрос. Вопрос, который не давал мне три месяца жить, просто исчез.

(БГ — Снежный лев — Аквариум «Сны о чём-то большем» — М.: «София», 2004 г., стр. 279)

## Участники записи
- БГ — голос, гитара
- Олег Сакмаров — флейта, клавишные, йимб, рекордер, струнные аранжировки
- Алексей Зубарев — электрическая гитара, соло-гитара
- Сергей Щураков — аккордеоны и мандолины
- Андрей Суротдинов — скрипка, альты, клавесин и фортепиано
- Александр Титов — бас
- Андрей Вихарев — перкуссия
- Kate St. Jonn — скрипки
- David Mattacks — ударные

## Список композиций
Музыка и текст во всех песнях — БГ, кроме специально отмеченных
1. Серебряная роза (2:37) (Б. Гребенщиков, K. St. John) — инструментал
2. Центр циклона (3:15)
3. Максим-лесник (4:19)
4. Древнерусская тоска (4:06)
5. Дубровский (4:06)
6. Инцидент в Настасьино (3:58)
7. Истребитель (6:39)
8. Чёрный брахман (3:15) (Б. Гребенщиков, С. Щураков — Б. Гребенщиков)
9. Великая железнодорожная симфония (6:12)

### Бонус-треки
Присутствуют на диске «Антология — XVII. Снежный лев»
1. Северо-запад (2:33) — инструментал
2. Та, которую я люблю (2:40)

## Переиздания
- 2000 год — студия «Триарий» переиздала альбом на 2 компакт-дисках (аудио и видео):

- Audio CD:

1. Серебряная роза
2. Центр циклона
3. Максим-лесник
4. Древнерусская тоска
5. Дубровский
6. Инцидент в Настасьино
7. Истребитель
8. Чёрный брахман
9. Великая железнодорожная симфония

- bonus:

1. Максим-лесник (live)
2. Чёрный брахман (live)

- Video CD:

1. Истребитель
2. Древнерусская тоска
3. Центр циклона
4. Чёрный брахман
5. Максим — лесник
6. Камни в холодной воде
7. Песня для нового быта
8. Китай
9. Тяжелый танцор
10. Великая железнодорожная симфония
11. Партизаны полной луны
12. Дерево

Обложка издания 2000 года

- 2003 год — альбом переиздан на CD в рамках проекта «Антология». В этом издании добавлены бонус-треки.

Обложка сингла «Древнерусская тоска»

## Факты
- Поначалу предполагалось, что альбом будет называться «Аллигатор»[2].
- Снежный лев — это дух-защитник Тибета[3].
- В том же 1996 году к альбому был выпущен сингл «Древнерусская тоска» с песнями:

1. Древнерусская тоска
2. Дубровский
3. Чёрный Брахман

- На песни «Древнерусская тоска», «Дубровский» и «Великая железнодорожная симфония» сняты видеоклипы.[источник не указан 1845 дней]